# اچ‌ام‌اس الک (۱۸۴۷)
اچ‌ام‌اس الک (۱۸۴۷) (به انگلیسی: HMS Elk (1847)) یک کشتی بود که طول آن ۱۰۵ فوت (۳۲ متر) بود. این کشتی در سال ۱۸۴۷ ساخته شد.